# Província de La Altagracia
La Altagracia és la més oriental de les 31 províncies de la República Dominicana.
El nom commemora el quadre de La nostra Senyora de la Altagracia, portat des d'Espanya al segle xvi. Diversos miracles són atribuïts a aquesta obra. La Verge va donar nom un santuari a Salvaleón de Higüey (ciutat coneguda simplement com a Higüey), sobre el qual en la segona meitat del segle XX es va construir la catedral o Basílica de Nuestra Señora de la Altagracia inaugurada el 1971.
Actualment és la província capdavantera del país quant al turisme, aquesta província es dona el luxe de tenir l'Aeroport Internacional de Punta Cana el qual és l'aeroport més important de l'illa, ja que rep el 64% de tots els vols que arriben al país, també és el primer aeroport privat internacional del món.

## Geografia
L'extensió de la província és de 3.010.34 km². Per aquesta raó, La Altagracia és la segona província del país en termes de grandària.
Aquesta província limita pel nord amb l'oceà Atlàntic, al sud amb el mar Carib, a l'est amb el canal de la Mona i a l'oest amb les províncies la Romana i El Seibo.
El riu més important de la província és el riu Yuma, altres rius de consideració són en Duey, el Maimón, el Chavon, el Anamuya, el Sanate i el Yonu. La Altagracia forma part de les planes costaneres del Carib, per això la part sud de la província presenta un relleu pla. Cap a la part nord es troben els contraforts de la Serralada Oriental, on s'aixeca la lloma Vieja, que amb els seus 736 metres d'altura és el punt més alt de la província.

## Història
El 1505, Juan de Esquivel va conquistar aquest cacicat i va fundar una fortalesa la qual va convertir el 1506 per ordre d'Ovando en una vila, cridant-la Salvaleón de Higüey.
Més tard, per Privilegi Real despatxat des de Sevilla el 7 de desembre de 1508 se li va concedir a aquesta vila l'Escut d'Armes. Durant el període colonial espanyol, Higüey va romandre com a Parròquia del partit del Seibo. Després en 1801, a causa de la divisió territorial duta a terme per Toussaint-Louverture durant el seu domini de la part espanyola de l'illa, va passar a ser un districte del departament del Ozama.
Després del període de la Reconquesta, en 1809, quan Espanya va obtenir de nou del domini de la part oriental, Higüey va tornar a ser Parròquia del partit del Seibo fins a 1821. Després per 1822, any en què es va produir l'ocupació haitiana sota el comandament de Boyer, va tornar a ser del Departament del Ozama. I en proclamar-se la República en el 1844, la Junta Central Governativa la va designar comuna del Departament del Seibo.
Un any després, per mitjà de la Llei d'Administració Provincial No.40, del 9 de juny de 1845, va quedar convertida en comuna de la província del Seibo, condició aquesta que va conservar fins a 1861 en què per resolució de la capitania General del Govern Espanyol Annexionista se la va erigir en Tinença del Govern Polític i Militar del Seibo. Però, en ser restaurada la República va tornar a adquirir la seva condició de comuna de la província del Seibo pel Decret No.860 del 12 d'agost de 1865.

## Demografia
La Altagracia tenia en el cens de 2010 una població de 273.210 habitants, dels quals 143.010 eren homes i 130.200 dones. Aquesta província té una densitat de 90,9 habitants/km². Del total de la població, el 77,8% corresponia a població urbana i el 22,2% a població rural. La ciutat més poblada és Higüey amb una població urbana de 147.978 habitants, que representa el 54,2% del total de la província.
Aquesta província va tenir una taxa de creixement mitjà anual en el període 2002-2010 de 5,1%, i va ser la província amb el creixement més gran del país, per sobre de la taxa de creixement nacional que va ser d'1,2%. En l'anterior període intercensal (1993-2002), La Altagracia també va tenir el major creixement poblacional del país.

### Religió
En aquesta província, a la ciutat de Higüey, es troba la Basílica de Nuestra Señora la Virgen de la Altagracia, Protectora del poble dominicà. En ella s'aglutinen el 21 de gener de tots els anys, milers de dominicans per rendir-li culte a la Verge de la Altagracia.
A escala nacional els catòlics representen el 70% de la població i els evangèlics al voltant del 20%, mentre que en La Altagracia, centre nacional catòlic per estar en aquesta província la basílica. Els catòlics representen aproximadament el 60%, mentre que els evangèlics representen el 35% dels cristians altagracians.

## Economia
El turisme és una de les principals activitats econòmiques de la província, tant el de platja com el religiós. Disposa de complexos hotelers de primer ordre internacional, la qual cosa la situa com una de les principals destinacions turístiques del Carib i de Centreamèrica. Són especialment conegudes les destinacions de Bávaro i Punta Cana.
La província també té una notable activitat econòmica basada en la ramaderia extensiva i l'agricultura. S'estima que hi ha al voltant de 775.000 hectàrees de la província dedicades al pasturatge de bestiar boví, la qual cosa la situa com a segona província de en nombre de vaques. L'activitat agrícola ve de la mà de la producció de la canya de sucre i l'arròs, així com la producció de blat de moro, frèjols, i queviures diferents com iuca, plàtan, nyam i batata. A la costa també és freqüent la pràctica de la pesca, no només com a activitat econòmica tradicional, sinó també com a activitat turística i esportiva.

## Turisme

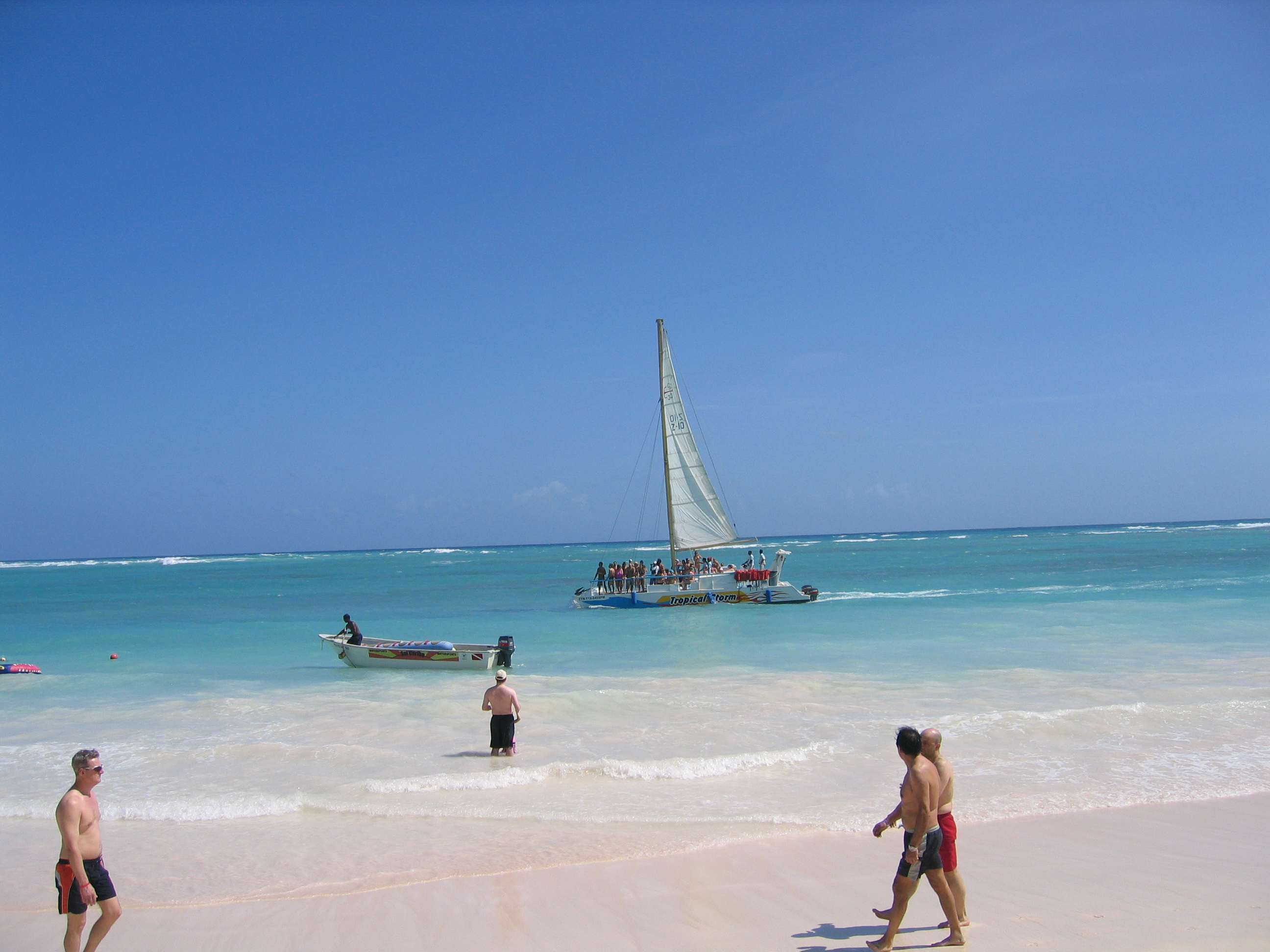
Playa Bávaro.

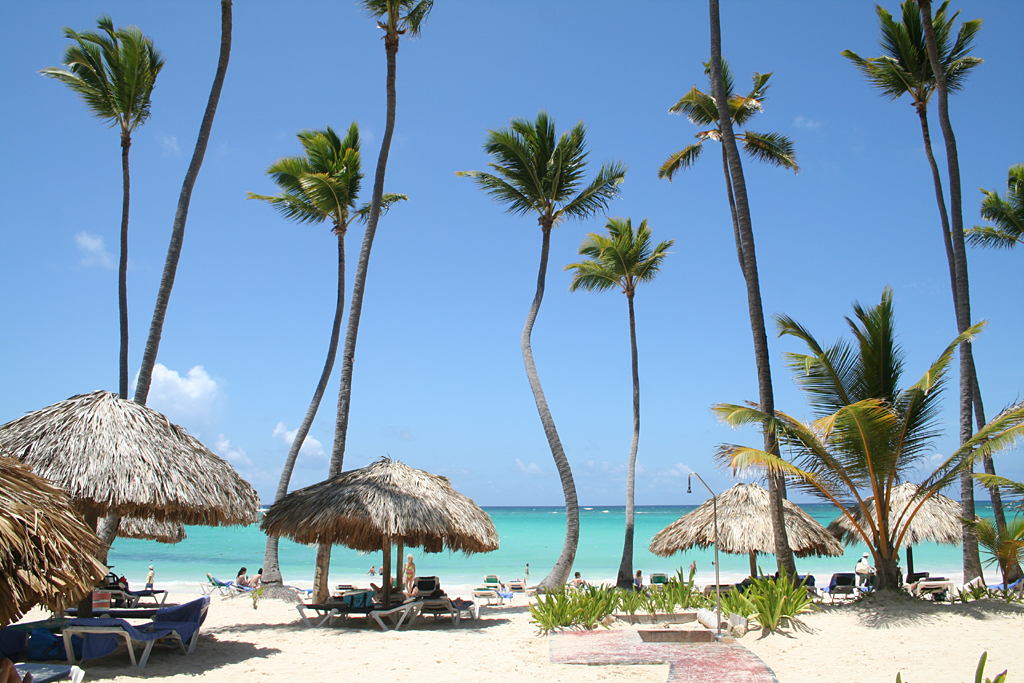
Punta Cana.

La Altagracia és la província de major desenvolupament turístic del país, sent els llocs més importants el pol turístic de Bávaro - Punta Cana, Bayahíbe, Boca de Yuma (amb els seus tornejos de pesca), entre d'altres. El Parc Nacional de l'Este és molt visitat per estrangers i dominicans. El turisme gradualment ha desplaçat a l'agricultura i la ramaderia com les activitats econòmiques essencials.
Punta Cana és el nom que rep un cap situat a l'est de la República Dominicana, a la província de la Altagracia, i en el qual se situen nombrosos complexos hotelers, la superfície total dels quals és d'uns 420.000 m².
Sol ser la destinació somiada per aquells que viatgen al Carib per primer cop per a prendre's uns dies de descans, gaudir de la lluna de mel o simplement donar-se el gust de viure de ple uns dies en un lloc paradisíac. Envoltat d'aigües transparents i sorres blanques, amb temperatures ideals per a bronzejar-se, aquesta destinació és de les més demanades en les agències de viatges.
L'orientació del turisme va variar considerablement en la dècada de 1990, quan va cobrar un auge inusitat la construcció de grans i modernes instal·lacions hoteleres, principalment a la zona de Bávaro, Punta Cana i Playa de Bayahíbe. Segons dades de la Secretària de Turisme, en el 2001 a la província hi havia registrats uns 62 hotels amb una oferta de 7.189 habitacions. Aquestes dades la converteixen en el segon punt de concentració d'hotels i d'habitacions del país. Aquest es deu també majorment al seu aeroport, localitzat a la zona de Punta Cana, per on van circular l'any 2000 la quantitat de 868.576 passatgers, equivalents al 26% de tots els que van trepitjar sòl dominicà aquest any.
Higüey, amb la Basílica de La nostra Senyora de la Altagracia, és un lloc de pelegrinatge per a dominicans i estrangers, especialment haitians. És una les ciutats de major desenvolupament econòmic, la projecció empresarial i el turisme.

### Basílica Nuestra Señora de la Altagracia

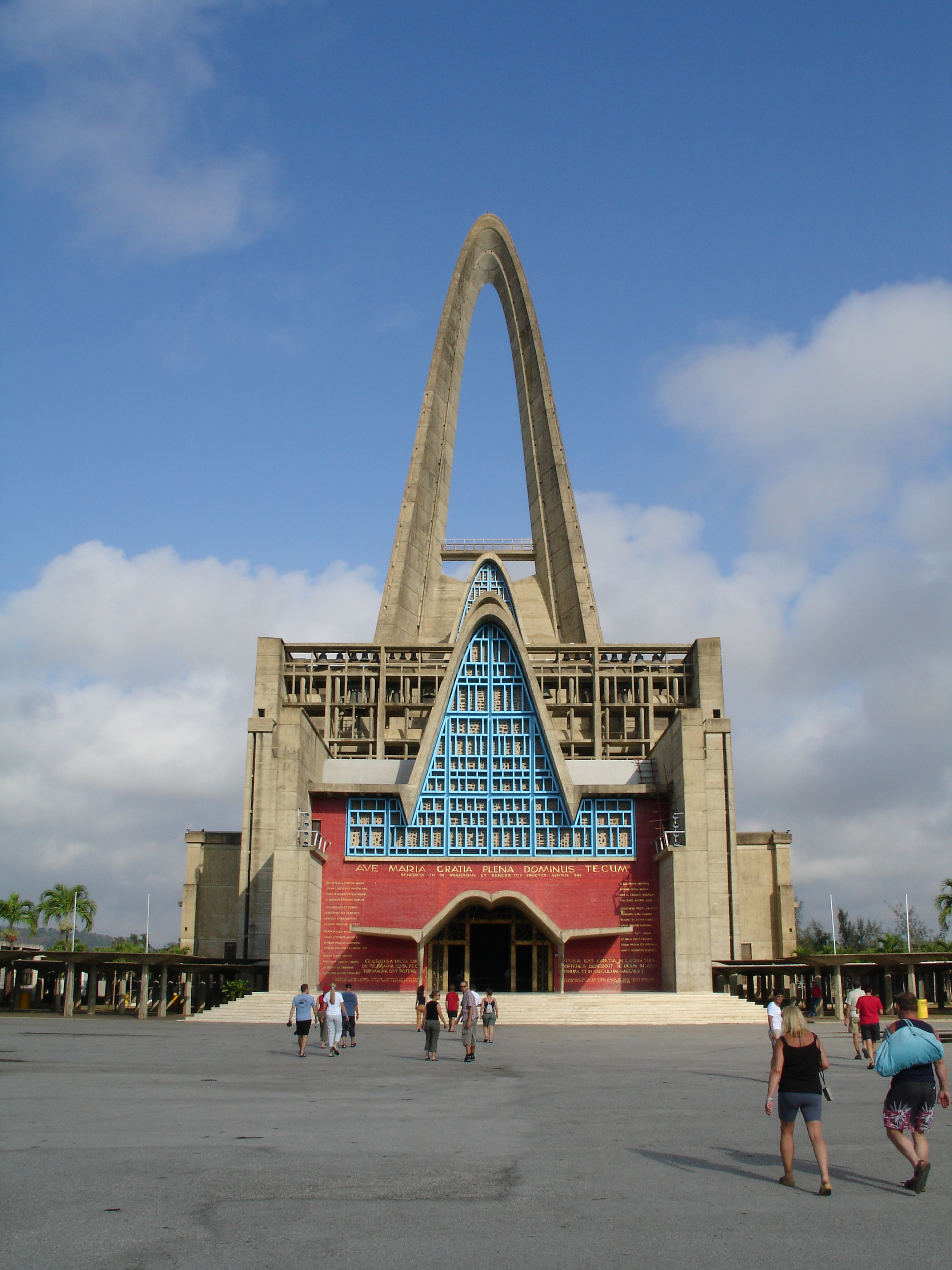
Basílica de Nuestra Señora de la Altagracia.

La Basílica La nostra Senyora de la Altagracia està situada a Higüey i és el monument religiós més important de la República Dominicana. És el lloc d'advocació de la Verge de la Altagracia. La basílica va ser inaugurada el 21 de gener de 1971 per reemplaçar l'antic santuari construït en 1572.
El 12 d'octubre de 1970 va ser declarada monument nacional i el 17 d'octubre el Papa Pablo IV la va declarar basílica menor. Aquesta basílica és una gran estructura en forma de creu llatina. La porta d'entrada és de bronze banyat en or i va ser beneïda pel Papa Joan Pau II a Roma. Té un campanar amb 45 campanes en bronze.

### Àrees protegides

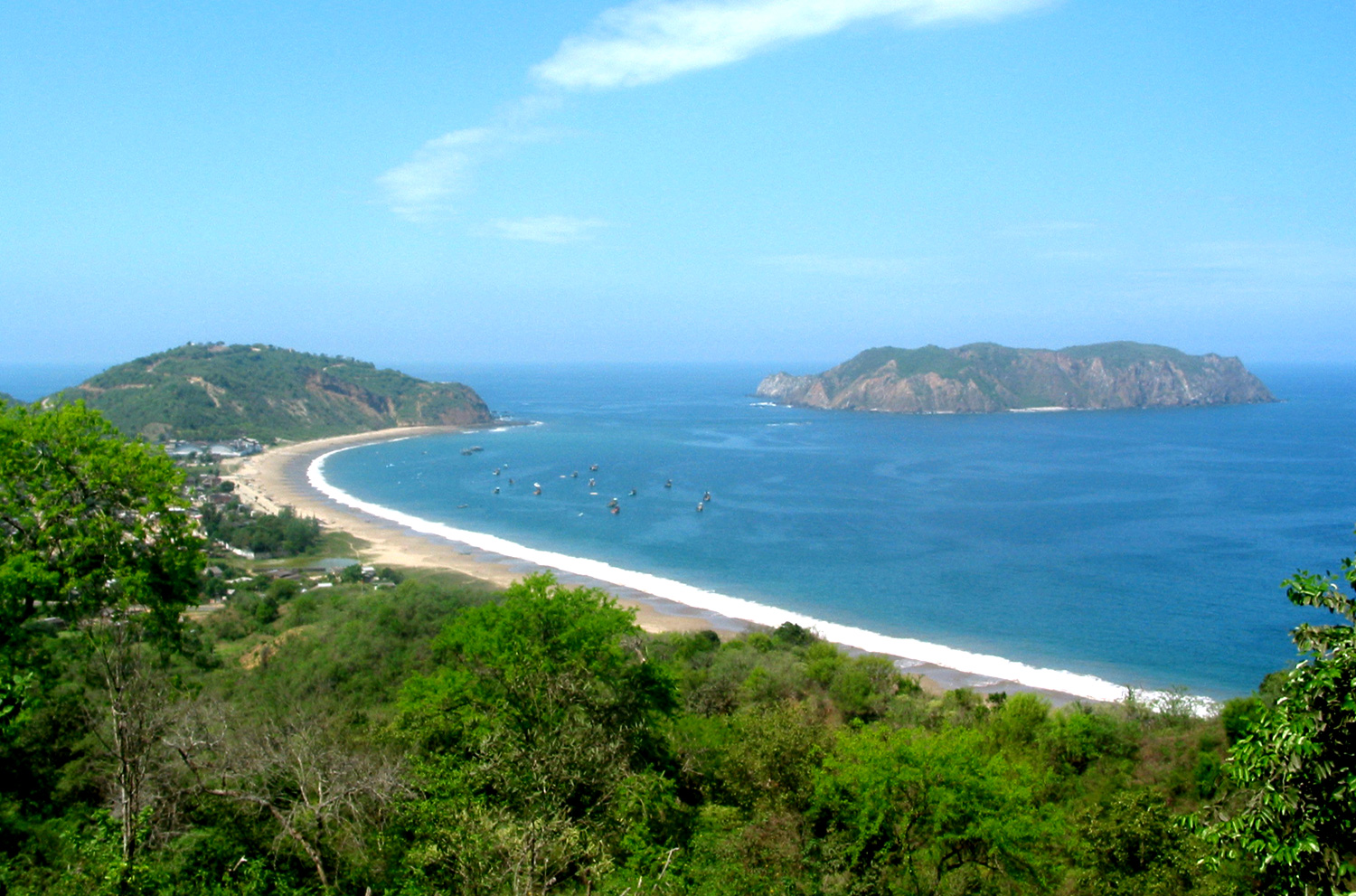
Parc nacional de l'Este.

A la província hi ha tres àrees protegides: el parc nacional de l'Este, la llacuna de Bávaro, i l'albufera de Maimón. El parc nacional de l'Est és l'hàbitat d'una variada biodiversitat terrestre, marina i d'ocells. Entre les espècies marines més destacades d'aquest parc es troben el dofí i el manatí. La llacuna de Bávaro és l'hàbitat del cyprinodon nichollsi, un peix que es troba en perill d'extinció, i és refugi temporal d'ocells migratoris que fugen del fred del nord. També, és hàbitat transitori de gavines, demàpters, pelicans, i ocells localment anomenats playeritos, reicongos i yaguacines.

## Divisió administrativa

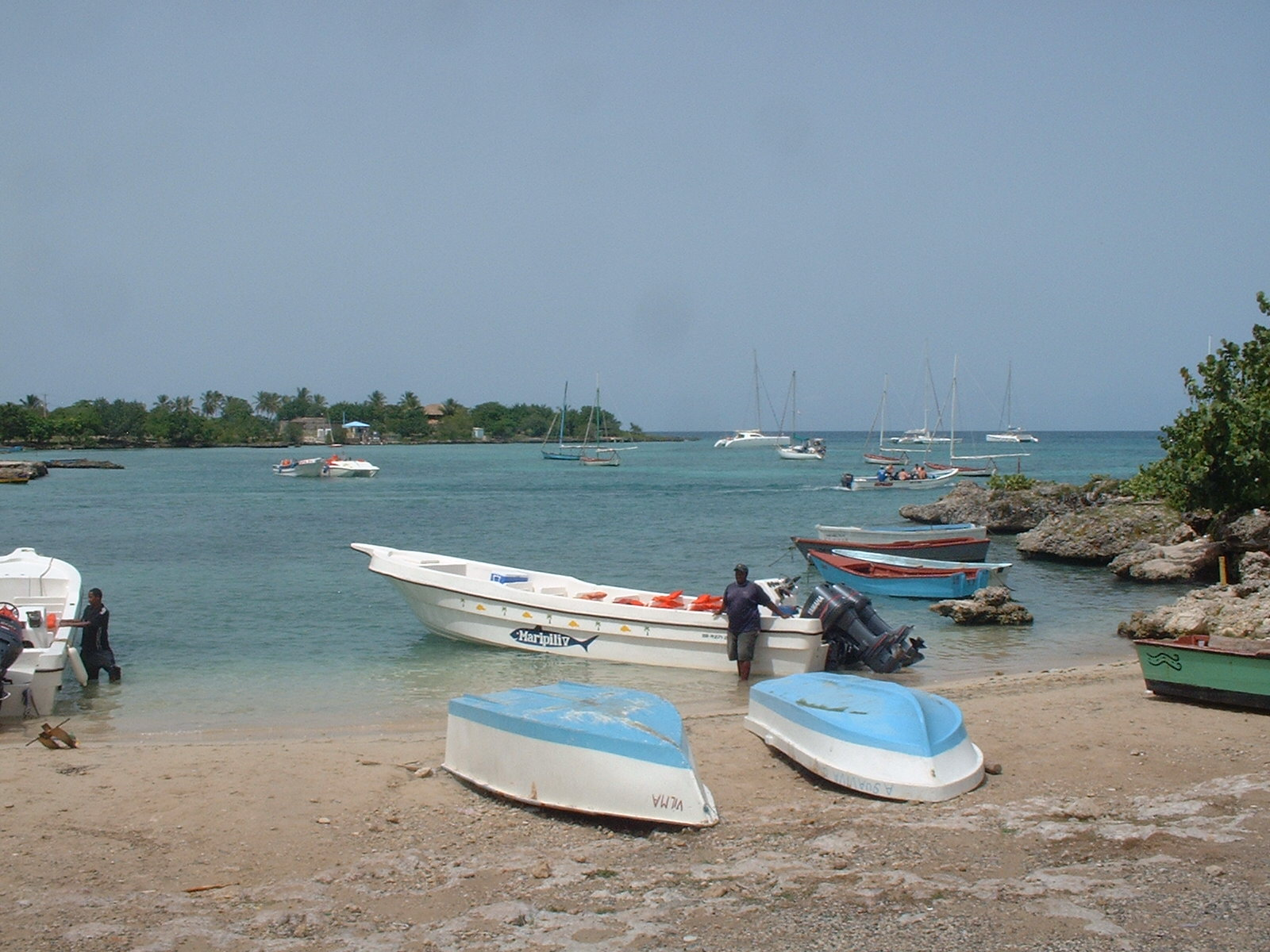
Bayahíbe.

La província es divideix en dos municipis i en cinc districtes municipals. Els municipis són:
- Higüey
- Sant Rafael del Yuma

Els districtes municipals són:
- Les Llacunes de Nisibón
- Illa Saona
- L'altra Banda
- Verón Punta Cana
- Boca de Yuma
- Bayahíbe

## Transport
Les principals carreteres i autopistes són:
- Carretera Mella: Aquesta carretera connecta la ciutat de Higüey, capital provincial, amb la província del Seibo, situada al Nord-oest de la ciutat.
- Autovia de l'Est: Aquesta autovia connecta la ciutat de Santo Domingo amb la zona hotelera, situada a la zona oriental de la província, això fa possible que els turistes es traslladin des de Santo Domingo fins a Bávaro-Punta Cabell blanc en menys de tres hores.
- Carretera Higüey - Uvero Alto: aquesta carretera connecta la ciutat de Higüey amb la zona de Bávaro i Uvero Alto per la part nord-est de la província.

## Educació
Aquesta província compta amb més de 20 escoles d'educació bàsica.
També compta amb diversos centres d'educació secundària.
Altres estan afiliats a alguna institució religiosa o privada: